# Vyšší islámská šarí‘atsko-teologická škola

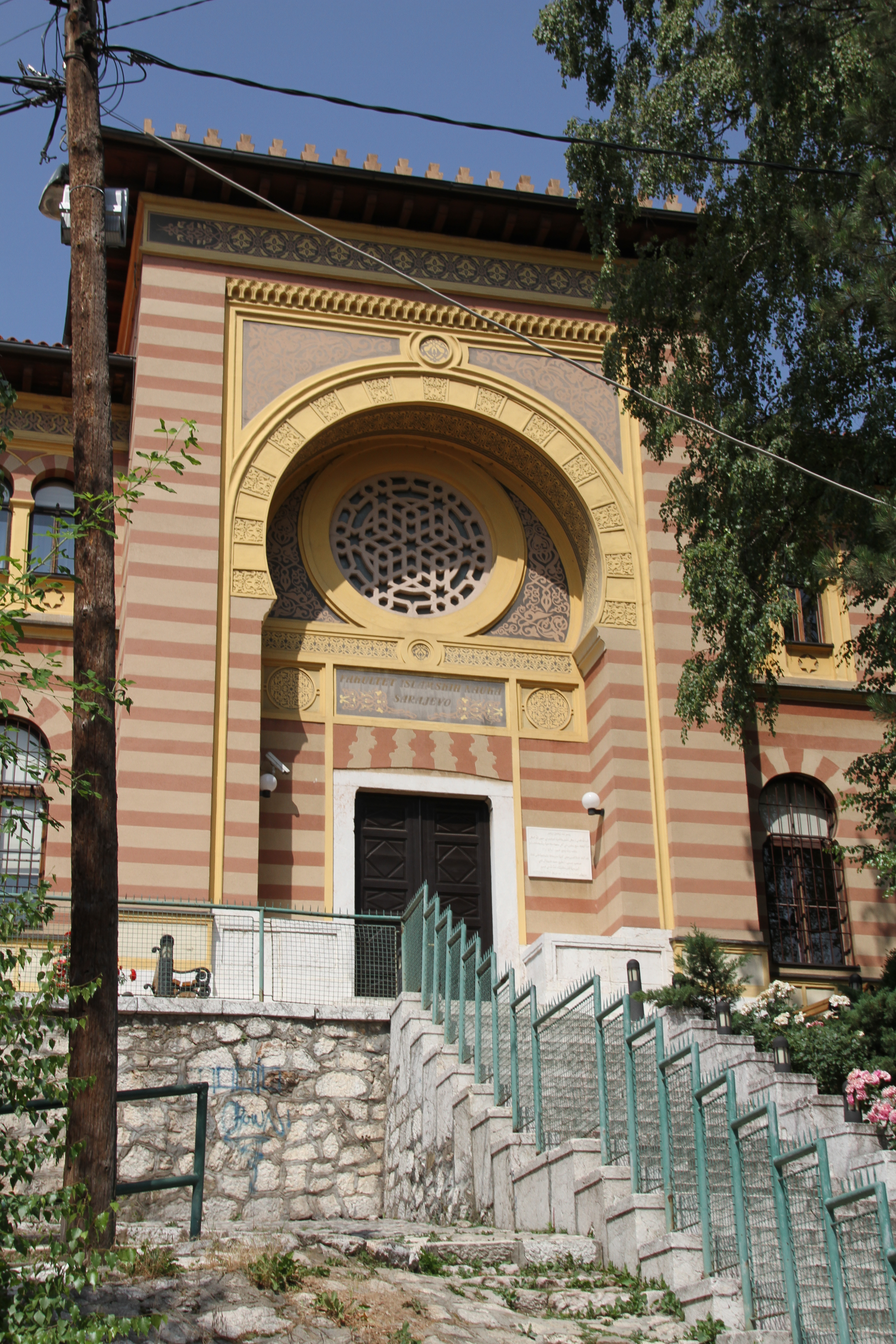
Šarí‘atská soudní škola, postavená roku 1887 architektem Karlem Paříkem, dnes Fakulta islámských věd

Vyšší islámská šarí‘atsko-teologická škola (bosensky Viša islamska šeri(j)atsko-teološka škola, zkratka VIŠT) v Sarajevu byla mezi lety 1935 a 1945 přední islámské učiliště v Bosně a Hercegovině. Ve své činnosti navázala na rozpuštěnou Šarí‘atskou soudní školu.

## Historie
Ministerstvo školství Království Jugoslávie již roku 1935 rozhodlo o zřízení vyšší islámské školy na úrovni fakulty v Sarajevu, resp. o postupné transformaci stávající Šarí‘atské soudní školy. O stejné dříve usilovali sami její pedagogové i představitelé Islámského společenství, byť prvotní záměr vybudovat plnohodnoutnou vysokou školu se z více důvodů nezdařil. Nové školské zařízení, definované jako vyšší škola, bylo otevřeno téhož roku (samostatná výuka formálně začala o dva roky později) jako čtyřletá Vyšší islámská šarí‘atsko-teologická škola.
V této škole přednášeli přední pedagogové islámské právní vědy, teologie a historie, mezi nimi dr. Miloš Bajić, dr. Abduselam Belagija, Salih Safvet Bašić, Ahmed-efendija Burek, dr. Hamdija Ćemerlić, Mehmed Ali-efendija Ćerimović, Muhammed Emin-efendija Dizdar, Mehmed-efendija Handžić, Šaban-efendija Hodžić, Besim-efendija Korkut, dr. Hazim Muftić, Osman-efendija Omerhodžić, dr. Behaija Salihagić, dr. Alija Silajdžić, dr. Šaćir Sikirić a Muhammed-efendija Tufo.
Provedená reforma vzdělávacích institucí vedla k tomu, v Sarajevu se vyprofilovaly dvě střední školy s islámskými předměty, a to teologická Gazi Husrev-begova medresa a Šarí‘atské gymnázium, na které poté navazovala Šarí‘atská soudní škola, resp. Vyšší islámská šarí‘atsko-teologická škola. Podmínkou přijetí na VIŠT bylo zpravidla dokončení uvedené medresy nebo gymnázia. V letech 1935–1944 na vyšší škole studovalo 103 studentů, z toho získalo diplom 38. VIŠT přerušila svou činnost během války roku 1944 a po skončení konfliktu ji už neobnovila. Budova školy byla dána do správy Muzea města Sarajeva, načež se do ní roku 1993 nastěhovala Fakulta islámských věd. 
Vedle toho byla roku 1926 na Právnické fakultě Univerzity v Bělehradě založena Katedra šarí‘atského práva (Katedra za šerijatsko pravo), kterou od roku 1931 vedl dr. Mehmed Begović, první doktor islámského práva v Jugoslávii, a Katedra orientální filologie (Seminar za orijentalnu filologiju) na Filozofické fakultě pod vedením dr. Fehima Bajraktareviće. Roku 1940 přibyla Katedra šarí‘atského práva na Univerzitě v Záhřebu (od 1938 pokusy o její ustavení, úspěch až po zřízení Chorvatské bánoviny), kterou do jejího uzavření roku 1941 vedl dr. Mehmed Alajbegović, během války aktivní kolaborant ustašovského režimu. 
Roku 1977 pak byla na podnět Islámského společenství v Sarajevu otevřena Islámská teologická fakulta (Islamski teološki fakultet u Sarajevu), roku 1992 přejmenovaná na Fakultu islámských věd (Fakultet islamskih nauka, FIN). FIN se roku 2004 stal přidruženou, nato roku 2016 řádnou součástí Univerzity v Sarajevu.

## Studenti
- 1. ročník (1935–1939): Sulejman Hamdija Alimajstorović, Ćamil Avdić, Hivzija Hasandedić, Hasan Ahasanefendić, Mehmed Mujezinović, Ahmed Mulalić, Sirija Sikirić, Ibrahim Trebinjac, Husejin Vitešković, Hasan Škapur
- 2. ročník (1936–1940): Halid Buljina, Mustafa Busuladžić, Rašid Hajdarević, Adem Handžić, Ejub Kabil, Seid Karić, Mustafa Mehić, Ejub Mehmedović, Hazim Šabanović, Ismet Žunić
- 3. ročník (1937–1941): Abdulah Čamo, Kasim Hadžić, Halid Hadžimulić (nedokončil), Ibrahim Hodžić, Vehbija Hodžić Muratović, Ismet Topalović
- 4. ročník (1938–1942): Izet Ajanović, Salim Babić, Hasan Bajraktarević, Hamid Beširević, Ejub Čengić, Galib Hadžić, Mumin Jakubović, Asim Mahmutović, Hasan Redžepagić, Mustafa Škaljić
- 5. ročník (1939–1943): Adem Efendić, Muhamed Kebo, Kasim Mašić, Seid Prašo, Mehmed Rajković, Omer Ramić, Fadil Salihagić, Salih Šabanović
- 6. ročník (1940–1944): Smail Balić (nedokončil), Asim Hozić (pouze jeden rok), Mehmed Karović, Muhamed Kualkija, Omer Mašović, Mehmed Merzić, Muhamed Mujić, Đuli Šabanović, Alija Topčić, Mahmud Traljić
- 7. ročník (1941–1945): Asim Čamdžić, Naim Hadžiabdić, Salih Lončarević, Šibahudin Ranjak
- 8. ročník (1942–1945): Muhamed Buljko, Halil Gadžović, Muhamed Huković
- 9. ročník (1943–1945): Fevzija Abdić, Muhamed Ahmetašević, Alija Bašić, Alija Bejtić, Mustafa Bojić, Hilmija Ćerimović, Zaim Filipović, Muhamed Hadžirašidagić, Nijaz Husić, Jusuf Kovačević, Ekrem Maglić, Hazim Mahmutović, Alija Merdžanić, Ibrahim Merhemić, Muhamed Mujezinović, Emir Orman, Muhamed Sarajlić, Safet Sinanović, Seid Softić, Avdo Spaho, Abdulah Šuko, Sabit Tanović, Salih Trako… celkem 42 studentů

## Rektoři Vyšší islámské šarí‘atsko-teologické školy
- 1938–1939 Muhammed Emin-efendija Dizdar (1882–1939), od 8. června 1938 do 8. prosince 1939
- 1939–1939 Salih Safvet Bašić (1886–1948), pověřen výkonem funkce rektora
- 1939–1945 dr. Šaćir-efendija Sikirić (1893–1966)